# ギュンター・ベーニッシュ
ギュンター・ベーニッシュ(Günter Behnisch、1922年6月12日 – 2010年7月12日)は、ドイツの建築家。ドレスデン近郊のロックヴィッツ生まれ。第2次世界大戦時においては最年少潜水艦隊司令官の一人であった。戦後、脱構築主義 (deconstructivism) を代表する最も著名な建築家の一人となり、ミュンヘンのオリンピアパークやボンの西ドイツ連邦議事堂などのプロジェクトを手掛け、世界的名声を得た。

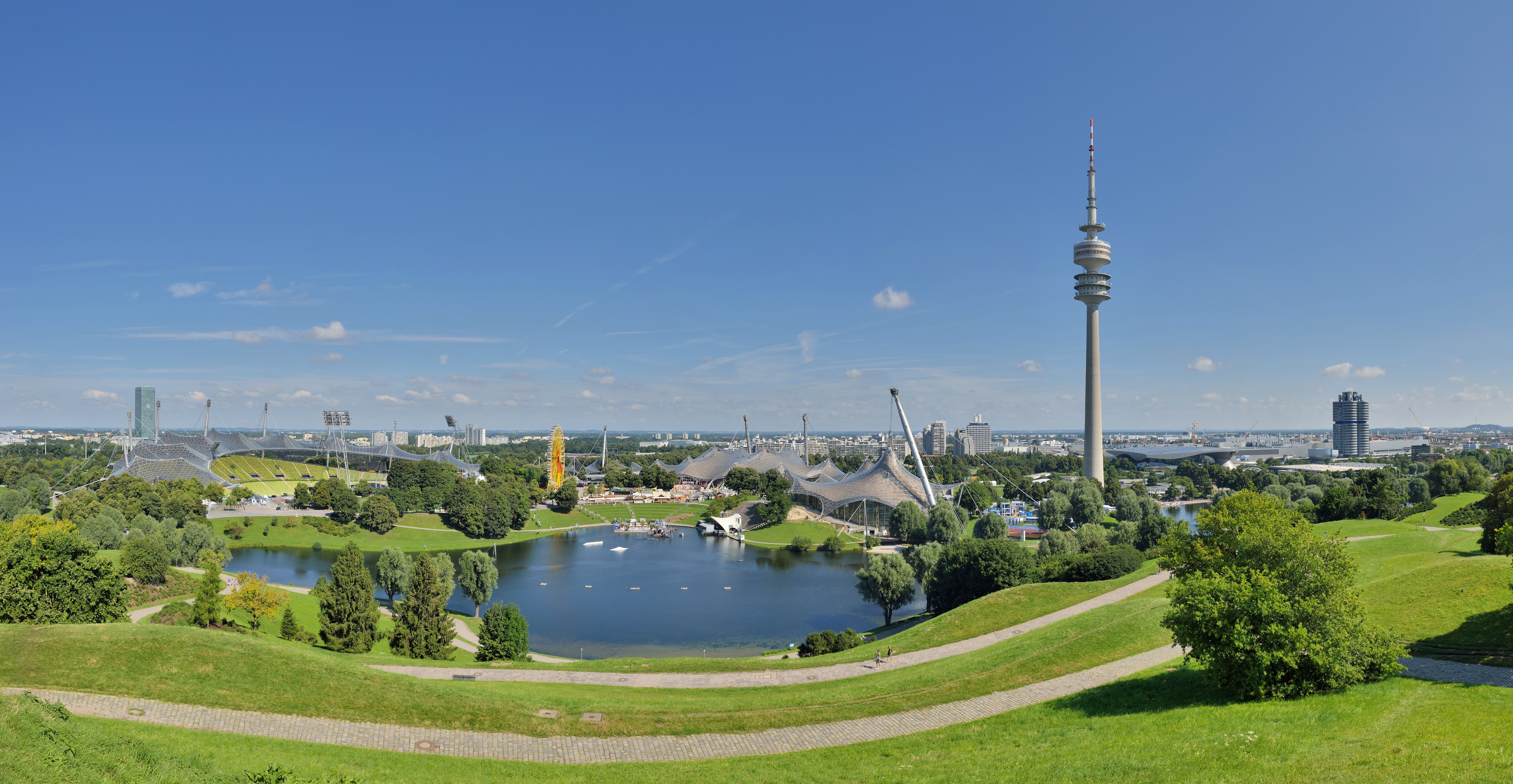
ミュンヘン・オリンピアパーク

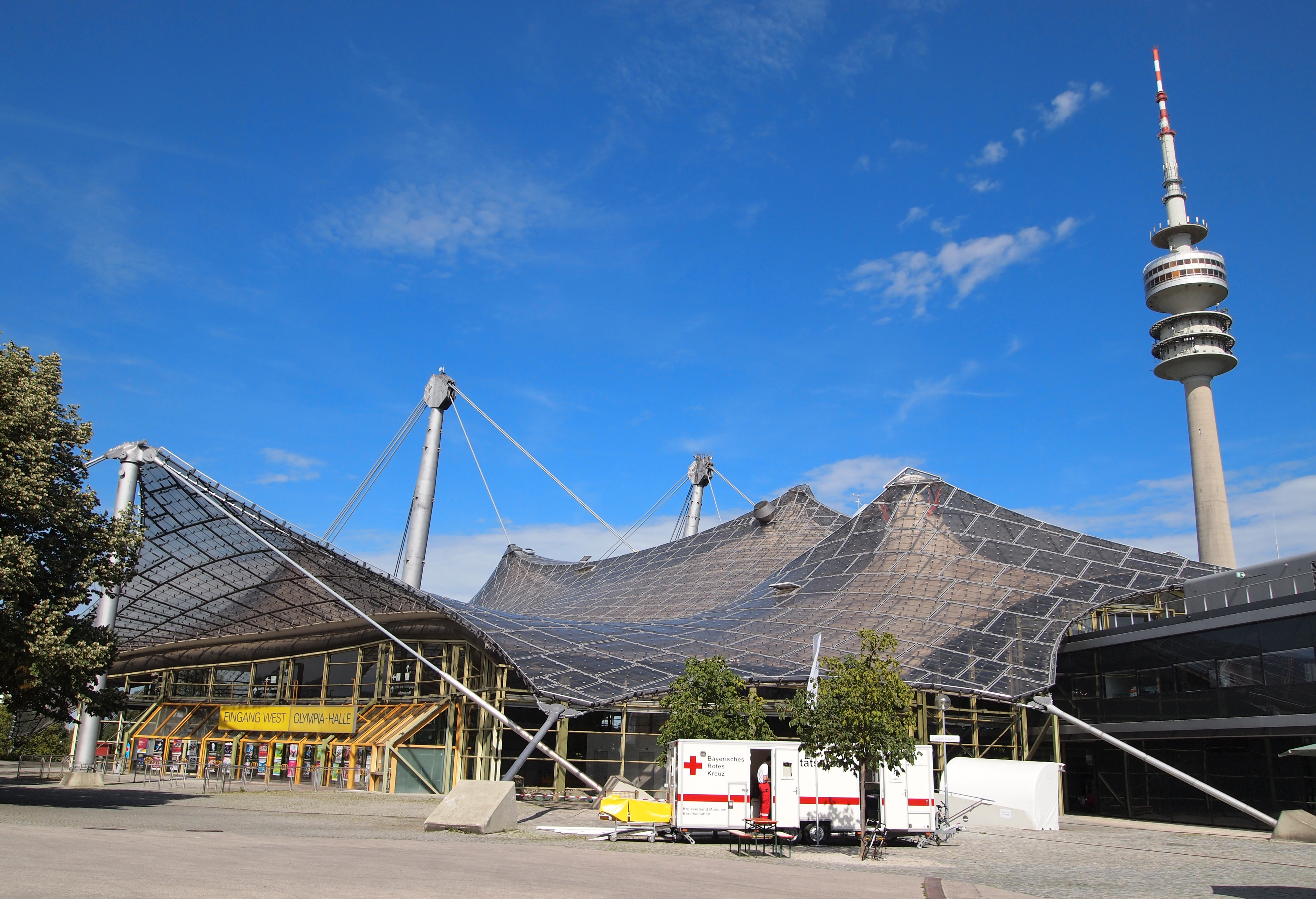
ベーニッシュ&パートナー設計のオリンピックホール

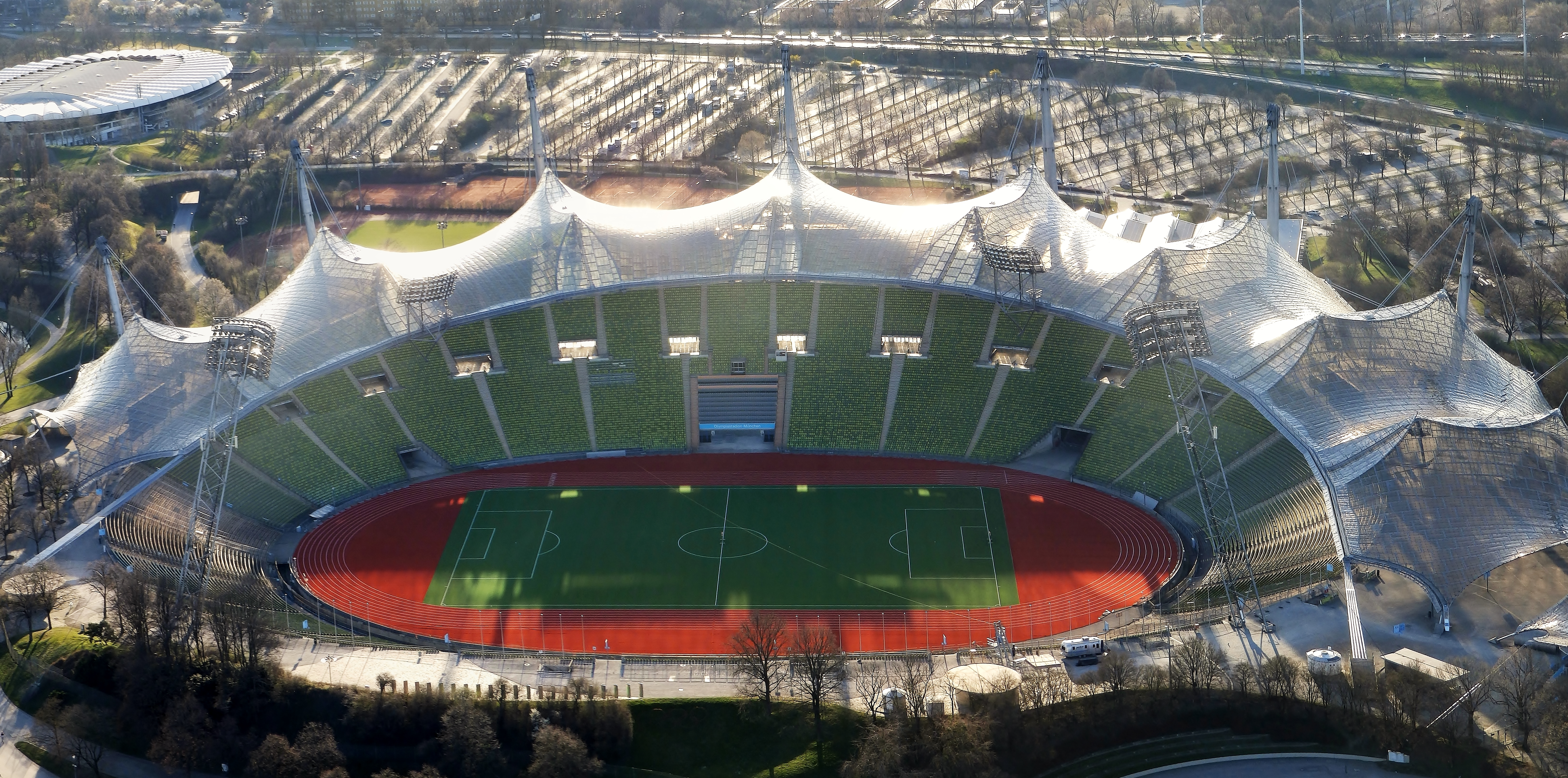
1972年に完成したミュンヘンオリンピックスタジアムは、同年夏季オリンピックの主要会場である

## 生い立ち
ベーニッシュは3人兄弟の中間子として生まれた。 ドイツ社会民主党員であった彼の父がナチス政府により逮捕、解雇ののちケムニッツ (Chemnitz) に移居させられたために、彼は多くの学校に通うこととなった。
戦時下の1939年、17歳のベーニッシュは強制労働あるいは徴兵という選択肢から、より負担が少ないと考えたドイツ海軍 (Kriegsmarine) に志願。 後にUボート艦隊の士官となり、U-952に乗船した。1944年10月、U-2337への配属をもって、彼は最年少のUボート司令官の一人となった。第2次世界大戦末期、彼の潜水艦隊はイギリスに降伏。ノーサンバーランド (Northumberland) のフェザーストーン城 (Featherstone Castle) で捕虜となった。
1947年にベーニッシュは英国からドイツに戻り、はじめレンガ職人として訓練を受け 、1947年よりシュトゥットガルト工科大学 (Technische Hochschule Stuttgart テヒニシェ・ホーホシューレ・シュトゥットガルト、現シュトゥットガルト大学) にて建築を学ぶ (– 1951年) 。 卒業後の1951年から1952年にかけて、シュトゥットガルトのロルフ・グートブロートの事務所に勤務していた。

## 建築家として
ベーニッシュは生涯を通して、ドイツ各地の学校や大学の建築デザインに関わった。また、西ドイツの首都であったボンの新議事堂 (Plenarsaal des Deutschen Bundestags in Bonn プレナールザール・デス・ドイチェン・ブンデスタークス・イン・ボン ) は、彼の有名な作品の一つである。彼の設計案がコンペティションで選ばれたのは1973年のことであったが、着工は1987年、さらに竣工は1992年に入ってからであった。
1952年よりベーニッシュは自身の事務所を設立、1956年までブルーノ・ランバートと共同運営を行った。また1966年に建築設計事務所 “ベーニッシュ&パートナー” (Behnisch & Partner) を設立した (– 2005年) 。 彼の息子であるシュテファン・ベーニッシュ (Stefan Behnisch) もまた同分野で活躍し “ベーニッシュ・アルヒテクテン” (Behnisch Architekten) を1989年に立ち上げ、世界的に事業を展開している。
1967年よりダルムシュタット工科大学  (Universität Darmstadt ウニヴェルジテート・ダルムシュタット ) にて産業建築及び建築デザインの分野で教鞭を執り (– 1987年) 、建築規格協会の責任者を務める。
1982年にベルリン芸術アカデミー  (Akademie der Künste in Berlin アカデミー・デア・キュンステ・イン・ベルリーン) の教員となり、1984年にシュトゥットガルト大学  (Universität Stuttgart) の名誉博士号を授与された。
1996年にザクセン芸術アカデミー会員 (Sächsische Akademie der Künste ゼクシシェ・アカデミー・デア・キュンステ) の創立メンバーに選任、2000年まで建築のクラスを受け持った。

## 主な受賞歴

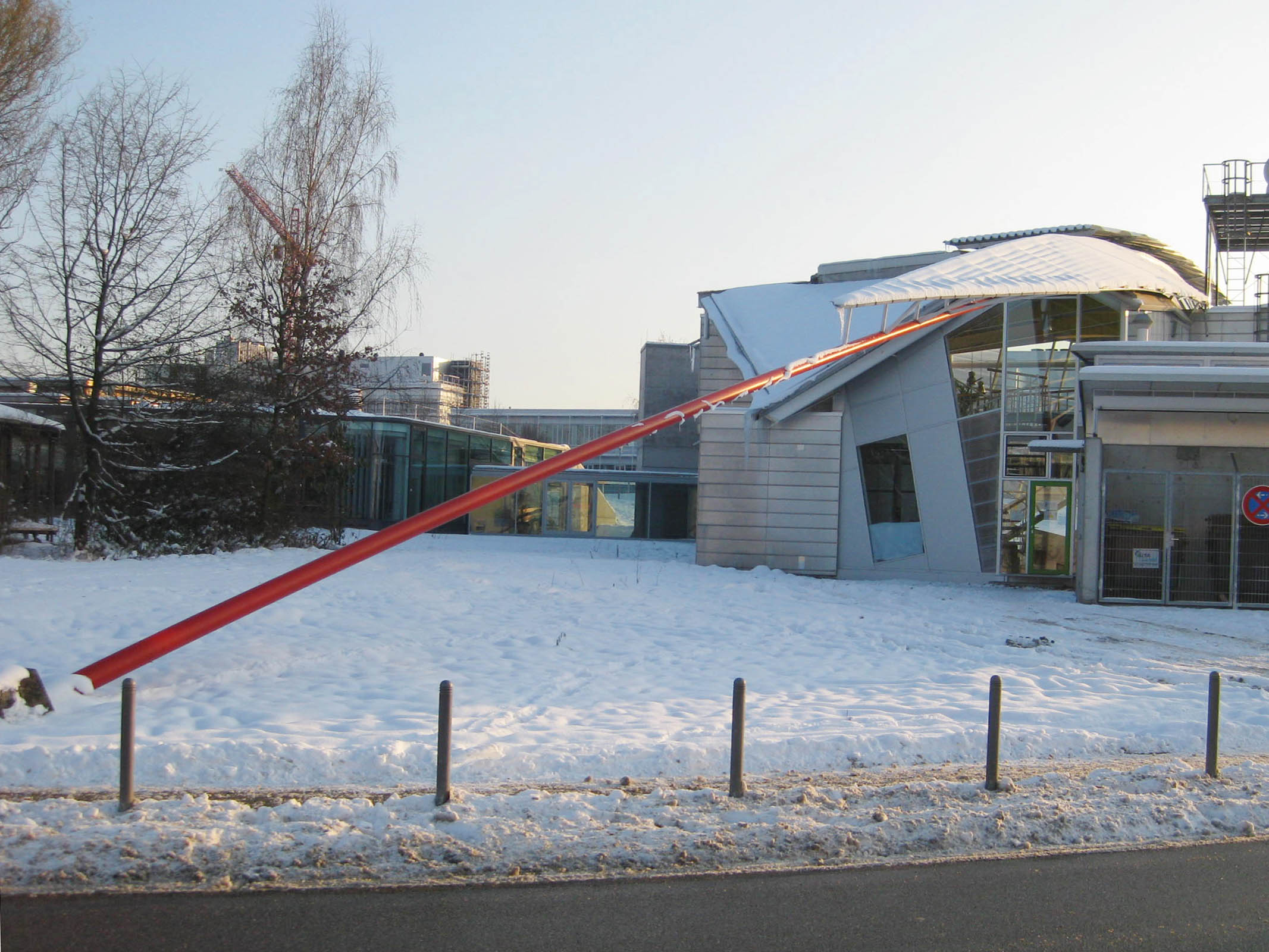
シュトゥットガルト、ヒゾラー・ハウス(Hysolar-Haus)

- 1972年　ドイツ連邦建築家協会 (BDA) の建築家大賞 (Großer Architekturpreis des Bundes Deutscher Architekten (BDA) )
- 1982年　ベルリン芸術アカデミー会員 (Mitglied der Akademie der Künste in Berlin)
- 1992年　ドイツ連邦建築家協会 (BDA) 名誉会員 (Ehrenmitglied des Bundes Deutscher Architekten (BDA) )
- 1993年　シュトゥットガルト市ハンス・モルフェンター賞 (Hans-Molfenter-Preis der Stadt Stuttgart)
- 1997年　ドイツ連邦共和国功労勲章　一等功労十字章 (Bundesverdienstkreuz I. Klasse des Verdienstordens der Bundesrepublik Deutschland)
- 2008年　ドイツ批評家協会賞 (名誉賞) (Deutscher Kritikerpreis (Ehrenpreis) )
- 2013年　ダルムシュタット大学リヒトヴィーゼ・キャンパス  (Campus Lichtwiese der Universität Darmstadt) の通りの一つがベーニッシュに因んで名付けられる

## 代表的建築物

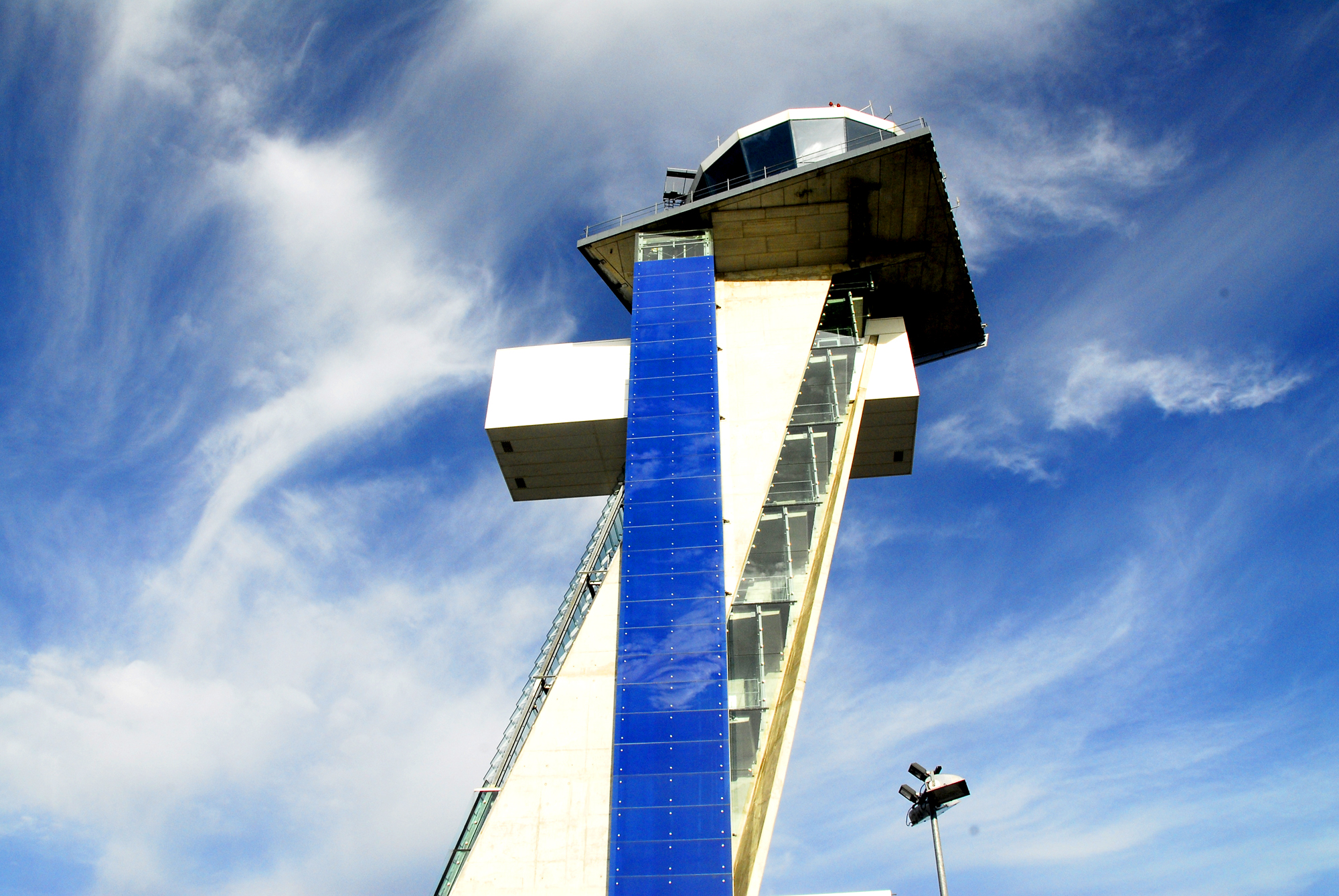
ニュルンベルク空港管制塔

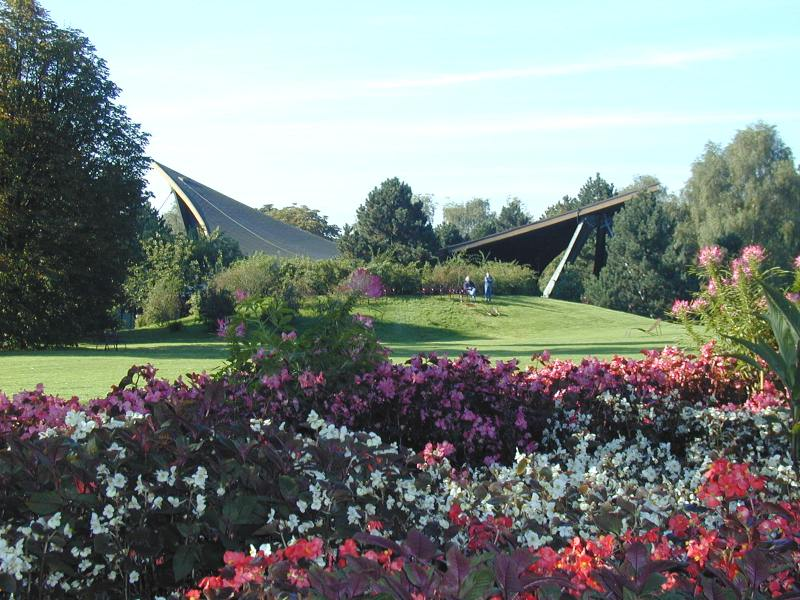
1969年、ヴェストファーレンパーク・ドルトムント(Westfalenpark)に建てられたゾンネンゼーゲル(Sonnensegel)は、ミュンヘンオリンピックスタジアムで実現された自立式屋根の実験的建築と捉えられている。

- 1972年　オリンピアパーク(Olympiapark) ／ドイツ、ミュンヘン [4]

共同制作者：ハインツ・イスラー (Heinz Isler) 、フライ・オットー (Frei Otto) 
- 1992年　ドイツ連邦議会議事堂 (Bundeshaus) ／ドイツ、ボン[5]
- 1993年 – 2005年　ベルリン芸術アカデミー (Berlin Akademie der Künste) ／ドイツ、ベルリン、ミッテ区

再建されたホテル・アドロン・ケンピンスキー (Hotel Adlon Kempinski) のガラスを用いた6階層拡張
- 1997年　シュトゥットガルト州立土地信託銀行 (State Clearing Bank – Landesgirokasse) ／ドイツ、シュトゥットガルト[8]
- 1998年　ニュルンベルク空港管制塔 (Control tower at Nuremberg Airport) ／ドイツ、ニュルンベルク[9]
- 2002年　北ドイツ州立銀行 (Norddeutsche Lnadesbank) ／ドイツ、ハノーファー[10]
- 2003年　ジェンザイム・センター (Genzyme Center) ／アメリカ合衆国、マサチューセッツ州、ケンブリッジ[11]
- 2005年　ドネリー細胞・生体分子研究センター (Donnelly Centre for Cellular and Biomolecular Research) ／カナダ、トロント[12]

## 著書
- Busch, Rainer; Röll, Hans-Joachim (1999). German U-boat commanders of World War II : a biographical dictionary. London, Annapolis, Md: Greenhill Books, Naval Institute Press. ISBN 1-55750-186-6